# Jauhojärvi (sjö i Södra Österbotten)
Jauhojärvi är en sjö i Finland. Den ligger i kommunen Etseri i landskapet Södra Österbotten, i den sydvästra delen av landet, 260 km norr om huvudstaden Helsingfors. Jauhojärvi ligger 148,4 meter över havet. I omgivningarna runt Jauhojärvi växer i huvudsak blandskog. Den är 10 meter djup. Arean är 2,39 kvadratkilometer och strandlinjen är 8,94 kilometer lång. Sjön  ingår i Kumo älvs huvudavrinningsområde. 